# Đường sắt cao tốc khu vực đô thị tuyến A
Đường sắt cao tốc khu vực đô thị tuyến A (Tiếng Hàn: 수도권 광역급행철도 A노선 Sudogwon Gwangyeok Geuphaeng Cheoldo A noseon) là tuyến đường sắt cao tốc khu vực đô thị nối Ga Unjeong ở Paju-si, Gyeonggi-do và Ga Dongtan ở Hwaseong-si, Gyeonggi-do.

## Thông tin tuyến đường
- Tên tuyến đường: Đường sắt cao tốc khu vực đô thị tuyến A
- Số tuyến: chưa quyết định
- Khoảng cách tuyến đường: 83,1 km
- Tổ chức điều hành: chưa quyết định
- Khổ: 1.435mm (Khổ tiêu chuẩn)
- Cách di chuyển: Giao thông bên trái
- Số ga: 10
- Thiết bị bảo mật: ATP
- Phương tiện vận hành: Tàu SG Rail số 1000

## Lịch sử
- Tháng 6 năm 2009: Nghiên cứu khả thi
- 4 tháng 4 năm 2011: Lập và công bố Quy hoạch xây dựng mạng lưới đường sắt quốc gia lần 2
- Tháng 11 năm 2011 ~ 28 tháng 2 năm 2014: Nghiên cứu tiền khả thi
- Tháng 6 năm 2014 ~ Tháng 6 năm 2016: Nghiên cứu khả thi và triển khai dịch vụ kế hoạch cơ bản
- Tháng 1 năm 2016 ~ Tháng 4 năm 2017: Điều tra năng lực khu vực tư nhân
- Tháng 10 năm 2016 ~ Tháng 11 năm 2017: Nghiên cứu khả thi sơ bộ đường dây mở rộng Paju
- Tháng 4 năm 2017 ~ Tháng 12 năm 2017: Thiết lập kế hoạch cơ bản cho hoạt động kinh doanh cơ sở vật chất
- 29 tháng 12 năm 2017: Chỉ định cơ sở kinh doanh do tư nhân tài trợ và thông báo về kế hoạch cơ bản cho cơ sở kinh doanh[3]
- 1 tháng 5 năm 2018: Được chọn là nhà thầu ưu tiên cho SG Rail, một liên danh của Ngân hàng Shinhan[4][5]
- 12 tháng 12 năm 2018: Được thông qua bởi Ủy ban thảo luận dự án đầu tư tư nhân[6]
- 19 tháng 12 năm 2018: Bộ Đất đai, Cơ sở hạ tầng và Giao thông công bố các biện pháp cải thiện mạng lưới giao thông khu vực đô thị với thành phố mới thứ 3. Người ta quyết định khởi công xây dựng đoạn Samseong~Woonjeong của Tuyến A của tàu tốc hành khu vực đô thị vào tháng 12 năm 2018.[7]
- 27 tháng 12 năm 2018: Lễ khởi công xây dựng đoạn Samseong~Unjeong[8]

### Đoạn Samseong ~ Dongtan
- Tháng 7 năm 2008 ~ Tháng 8 năm 2009: Nghiên cứu khả thi sơ bộ Dự án xây dựng đường sắt cao tốc khu đô thị
- Tháng 12 năm 2009: Lập quy hoạch cơ sở cho đường sắt cao tốc trong khu vực đô thị
- Tháng 12 năm 2011 ~ Tháng 2 năm 2014: Nghiên cứu khả thi sơ bộ cho Đường sắt cao tốc khu vực đô thị
- 4 tháng 4 năm 2013: Ủy ban Công nghiệp Đường sắt lần thứ 25 xem xét và phê duyệt
- Tháng 6 năm 2013: Bắt đầu dịch vụ thiết lập kế hoạch cơ bản
- 15 tháng 11 năm 2013: Thỏa thuận chia sẻ xây dựng đồng thời (Bộ Đất đai, Cơ sở hạ tầng và Giao thông vận tải, Cơ quan Quản lý Mạng lưới Đường sắt Hàn Quốc, LH)
- 19 tháng 3 năm: Công bố phương án cơ sở
- Tháng 7 năm: Thông báo đấu thầu công trình Turnkey
- 6 tháng 10 năm 2016: Khởi công khu 2 và 4
- 9 tháng 3 năm 2017: Kế hoạch triển khai được thông qua[9]
- Tháng 6 năm 2018: Phê duyệt tổng dự án thiết kế cơ sở và thiết kế chi tiết khu 1, 3, 5
- Tháng 10 năm 2018: Đặt hàng thi công khu 1, 3, 5
- 2 tháng 8 - 31 tháng 8 năm 2023 : Thúc đẩy việc đặt tên tuyến chính thức cho công chúng[10]
- 28 tháng 12 năm 2023: Thông báo tên tuyến và tên ga[11]
- 29 tháng 3 năm 2024: Mở cửa đoạn Suseo ~ Dongtan[12]
- 29 tháng 6 năm 2024: Ga Guseong mở cửa

### Đoạn Unjeong ~ Seoul
- 17 tháng 6 năm 2024: Chạy thử

## Bản đồ tuyến
|  |

|  |

|  |

|  |

|  |

|  |

|  |

|  |

|  |

|  |

|  |

|  |

|  |

|  |

|  |

|  |

|  |

|  |

|  |

|  |

|  |

|  |

|  |

|  |

|  |

|  |

|  |

|  |

## Ga
| Tuyến                                             | Số ga | Tên ga     | Tên ga | Tên ga         | Chuyển tuyến             | Khoảng cách | Tổng khoảng cách | Vị trí      | Vị trí       |
| Tuyến                                             | Số ga | Tiếng Anh  | Hangul | Hanja          | Chuyển tuyến             | Khoảng cách | Tổng khoảng cách | Vị trí      | Vị trí       |
| ------------------------------------------------- | ----- | ---------- | ------ | -------------- | ------------------------ | ----------- | ---------------- | ----------- | ------------ |
| Tuyến mới                                         | X101  | Unjeong    | 운정   | 雲井           |                          | 0.0         | 0.0              | Gyeonggi-do | Paju-si      |
| Tuyến mới                                         | X102  | KINTEX     | 킨텍스 | 韓國國際展示場 |                          |             | 6.7              | Gyeonggi-do | Goyang-si    |
| Tuyến mới                                         | X103  | Daegok     | 대곡   | 大谷           | (314) (K322) (S11)       |             | 13.61            | Gyeonggi-do | Goyang-si    |
| Tuyến mới                                         | X104  | Changneung | 창릉   | 昌陵           |                          |             | 19.77            | Gyeonggi-do | Goyang-si    |
| Tuyến mới                                         | X105  | Yeonsinnae | 연신내 | 연신내         | (321) (614)              |             | 23.51            | Seoul       | Eunpyeong-gu |
| Tuyến mới                                         | X106  | Seoul      | 서울   | 서울           | (133) (426) (P313) (A01) |             | 32.98            | Seoul       | Jung-gu      |
| Tuyến mới                                         | X107  | Samseong   | 삼성   | 三成           | (219)                    |             | 43.10            | Seoul       | Gangnam-gu   |
| Tuyến mới                                         | X108  | Suseo      | 수서   | 水西           | (349) (K221) SRT         |             | 48.30            | Seoul       | Gangnam-gu   |
| Dùng chung với Đường sắt cao tốc Suseo Pyeongtaek | X109  | Seongnam   | 성남   | 城南           | (K410)                   |             | 59.04            | Gyeonggi-do | Seongnam-si  |
| Dùng chung với Đường sắt cao tốc Suseo Pyeongtaek | X110  | Guseong    | 구성   | 駒城           | (K235)                   |             | 69.93            | Gyeonggi-do | Yongin-si    |
| Dùng chung với Đường sắt cao tốc Suseo Pyeongtaek | X111  | Dongtan    | 동탄   | 東灘           | SRT                      |             | 81.08            | Gyeonggi-do | Hwaseong-si  |

- Depot: Yeondasan-dong, Paju-si, Gyeonggi-do

## Sự cố và Tai nạn

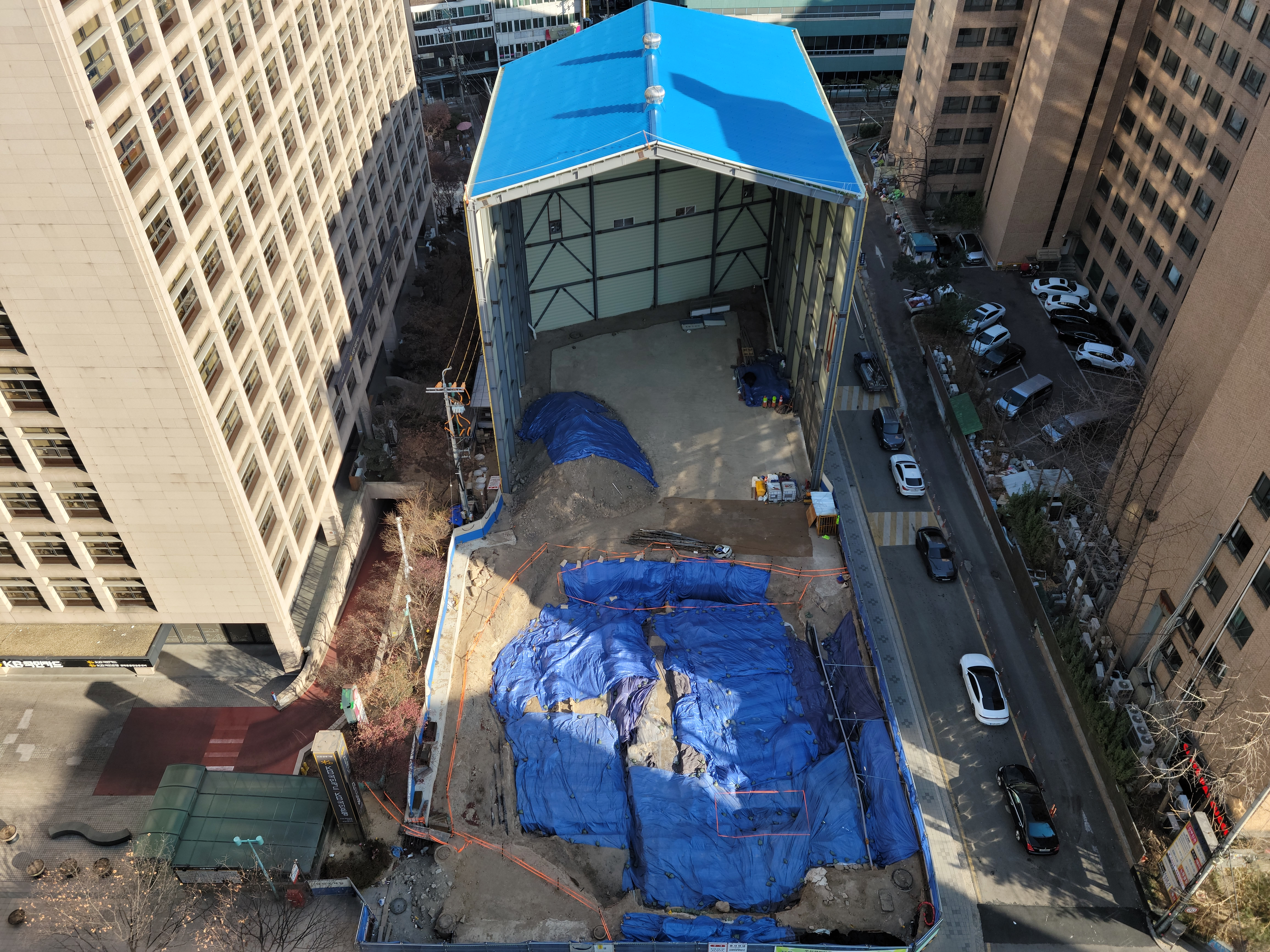
Nơi tìm thấy hài cốt

Vào đầu tháng 12 năm 2020, trong quá trình xây dựng đoạn 5 của tuyến GTX-A, người ta đã phát hiện ra những tàn tích của thời kỳ đầu Joseon và việc xây dựng đoạn đó đã bị đình chỉ vô thời hạn. Do đó, những nghi ngờ đang được đặt ra rằng việc mở cửa vào năm 2024 là không thể.